# Méthodes électro-analytiques
 (février 2022).
La mise en forme du texte ne suit pas les recommandations de Wikipédia : il faut le « wikifier ».
Les points d'amélioration suivants sont les cas les plus fréquents. Le détail des points à revoir est peut-être précisé sur la page de discussion.
- Les titres sont pré-formatés par le logiciel. Ils ne sont ni en capitales, ni en gras.
- Le texte ne doit pas être écrit en capitales (les noms de famille non plus), ni en gras, ni en italique, ni en « petit »…
- Le gras n'est utilisé que pour surligner le titre de l'article dans l'introduction, une seule fois.
- L'italique est rarement utilisé : mots en langue étrangère, titres d'œuvres, noms de bateaux, etc.
- Les citations ne sont pas en italique mais en corps de texte normal. Elles sont entourées par des guillemets français : « et ».
- Les listes à puces sont à éviter, des paragraphes rédigés étant largement préférés. Les tableaux sont à réserver à la présentation de données structurées (résultats, etc.).
- Les appels de note de bas de page (petits chiffres en exposant, introduits par l'outil «  Source ») sont à placer entre la fin de phrase et le point final[comme ça].
- Les liens internes (vers d'autres articles de Wikipédia) sont à choisir avec parcimonie. Créez des liens vers des articles approfondissant le sujet. Les termes génériques sans rapport avec le sujet sont à éviter, ainsi que les répétitions de liens vers un même terme.
- Les liens externes sont à placer uniquement dans une section « Liens externes », à la fin de l'article. Ces liens sont à choisir avec parcimonie suivant les règles définies. Si un lien sert de source à l'article, son insertion dans le texte est à faire par les notes de bas de page.
- La présentation des références doit suivre les conventions bibliographiques. Il est recommandé d'utiliser les modèles {{Ouvrage}}, {{Chapitre}}, {{Article}}, {{Lien web}} et/ou {{Bibliographie}}. Le mode d'édition visuel peut mettre en forme automatiquement les références.
- Insérer une infobox (cadre d'informations à droite) n'est pas obligatoire pour parachever la mise en page.

Pour une aide détaillée, merci de consulter Aide:Wikification.
Si vous pensez que ces points ont été résolus, vous pouvez retirer ce bandeau et améliorer la mise en forme d'un autre article.
Les méthodes électroanalytiques sont une classe de techniques en chimie analytique, qui étudient un analyte en mesurant le potentiel (en volts V) et/ou le courant (en ampères A) dans une cellule électrochimique contenant l'analyte,,,. Ces méthodes peuvent être divisées en plusieurs catégories selon les aspects de la cellule qui sont contrôlés et ceux qui sont mesurés. Les trois principales catégories sont : la potentiométrie (on mesure la différence de potentiel d'électrode), la coulométrie (le courant de la cellule est mesuré dans le temps) et la voltampérométrie (le courant de la cellule est mesuré, avec une modification active du potentiel de la cellule).

## Potentiométrie
La potentiométrie mesure passivement le potentiel d'une solution entre deux électrodes, affectant très peu la solution durant le processus. L'une des électrodes est appelée électrode de référence et possède un potentiel constant, tandis que l'autre électrode est une électrode indicatrice dont le potentiel change avec la composition de l'échantillon. Par conséquent, la différence de potentiel entre les deux électrodes donne une idée de la composition de l'échantillon. En effet, puisque la mesure potentiométrique est une mesure non destructive, et en supposant que l'électrode est en équilibre avec la solution, nous mesurons le potentiel de la solution. La potentiométrie utilise généralement des électrodes indicatrices, rendues sélectivement sensibles à l'ion d'intérêt, comme le fluorure dans les électrodes sélectives au fluorure, de manière que le potentiel dépende uniquement de l'activité de cet ion d'intérêt. Le temps nécessaire à l'électrode pour établir un équilibre avec la solution affectera la sensibilité ou la précision de la mesure. Dans les milieux aquatiques, le platine est souvent utilisé en raison de sa cinétique de transfert d'électrons élevée, bien qu'une électrode composée de plusieurs métaux puisse être utilisée afin d'améliorer la cinétique de transfert d'électrons. L'électrode potentiométrique la plus courante est de loin l'électrode à membrane de verre utilisée dans un pH-mètre.
Une variante de la potentiométrie est la chronopotentiométrie, méthode qui consiste à utiliser un courant constant et à mesurer le potentiel en fonction du temps. Il a été initié par Weber.

## Coulométrie
La coulométrie utilise un courant ou un potentiel appliqué pour convertir complètement un analyte d'un état d'oxydation à un autre. Dans ces expériences, le courant total échangé est mesuré, de manière direct ou indirect, afin de déterminer le nombre d'électrons échangés. Connaître le nombre d'électrons transférés peut indiquer la concentration de l'analyte ou inversement, lorsque la concentration est connue, cela permet de connaître le nombre d'électrons transférés lors de la réaction redox. Les formes courantes de coulométrie comprennent l'électrolyse en masse, également connue sous le nom de coulométrie potentiostatique ou coulométrie à potentiel contrôlé, ainsi qu'une variété de titrages coulométriques.

## Voltamétrie
La voltamétrie applique un potentiel constant et/ou variable à la surface d'une électrode et mesure le courant résultant avec un système à trois électrodes. Cette méthode peut révéler le potentiel de réduction d'un analyte et sa réactivité électrochimique. Cette méthode, en pratique, est non destructive puisque seule une très petite quantité de l'analyte est consommée à la surface bidimensionnelle des électrodes de travail et auxiliaires. En pratique, la solution d'analytes est généralement jetée, en effet il est difficile de séparer l'analyte de l'électrolyse en masse, et l'expérience nécessite une très petite quantité d'analytes. Une expérience normale peut impliquer une solution de 1 à 10 ml avec une concentration en analytes comprise entre 1 et 10 mmol/L. Des électrodes chimiquement modifiées sont employées pour l'analyse d'échantillons organiques et inorganiques.

### Polarographie
La polarographie est une sous-catégorie de la voltamétrie, méthode qui utilise une électrode à goutte de mercure Dropping_mercury_electrode (en) comme électrode de travail.

### Ampérométrie
L'ampérométrie est le terme désignant l'ensemble des techniques électrochimiques, dans lesquelles un courant est mesuré en fonction d'une variable indépendante, qui est généralement le temps ou le potentiel d'électrode. La chrono-ampérométrie est la technique dans laquelle le courant est mesuré, à partir du début de la polarisation, à un potentiel fixe et à différents instants. La chrono-ampérométrie est généralement réalisée en solution non-agitée et à électrode fixe, soit dans des conditions expérimentales évitant le phénomène de convection lors du transfert de masse vers l'électrode. D'autre part, la voltamétrie est également une sous-classe de l'ampérométrie, dans laquelle le courant est mesuré en faisant varier le potentiel appliqué à l'électrode. Les différentes techniques voltamétriques sont définies selon la forme d'onde, qui décrit la façon dont le potentiel est varié en fonction du temps.